# Кезьмино (усадьба)
Усадьба в Кезьмино — бывшее имение купца 1-й гильдии Василия Петровича Крылова, которое находится на территории села Кезьмино Сурского района Ульяновской области. С 2014 года — памятник градостроительства и архитектуры.

## История

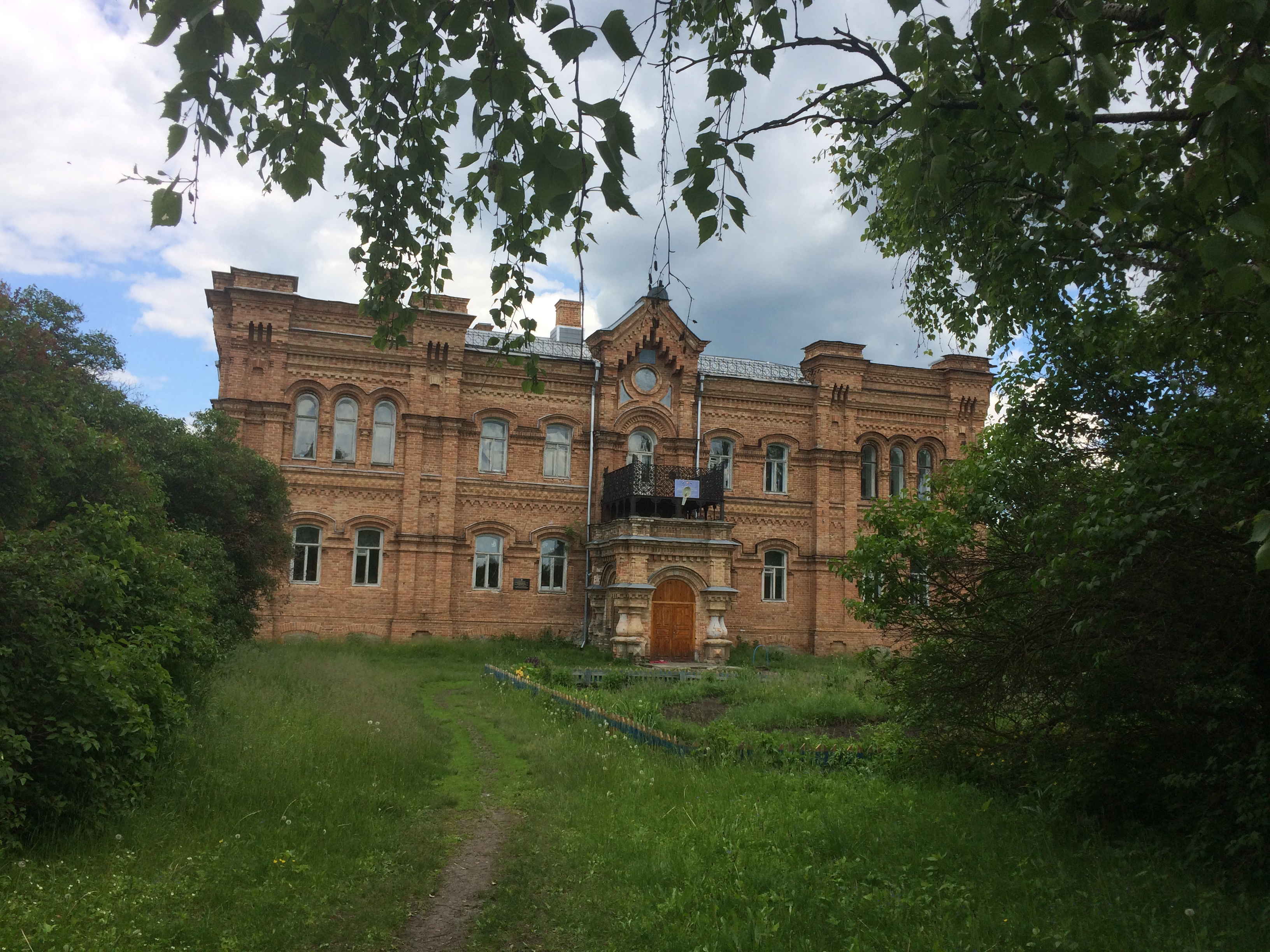
Замок в Кезьмино.

По плану генерального межевания 1796 года село Кезьмино принадлежало поручику, симбирскому уездному предводителю дворянства Ивану Степановичу Кроткову. После смерти И. С. Кроткова, село вместе с построенной им здесь суконной фабрикой, перешло к его дочери, жене генерал-майора Философова Николая Илларионовича Варваре Ивановне Философовой. В 1876 году землю наследовали её дети: Алексей, Николай, Ларион и Александра Философовы, которые в том же году, продали суконную фабрику, вместе с небольшим участком земли, купцу Василию Петровичу Крылову.
В 1883 году Василий Петрович возводит в Кезьмино свою провинциальную усадьбу. Включающую в себя: барский дом-дворец с каменной оградой, парком, каретным двором, фабрикой и церковью Покрова Пресвятой Богородицы.
После смерти мужа вдова В. П. Крылова Мария Константиновна вышла замуж за богатого и образованного Симбирского дворянина А. И. Селецкого. При нём в усадьбе появились электричество и телефон. В отдельном здании был устроен первый в Симбирской губернии народный театр, а при церкви основан постоянный хор, славящийся своим пением в Симбирске. В качестве актёров в народном театре успешно выступали служащие фабрики и конторы.
В конце XIX века, согласно духовному завещанию В. П. Крылова, к церкви была пристроена новая трапезная с престолами и колокольня.

## Описание
Дворец построен по проекту гражданского инженера В. Брюхатова. На эти цели было затрачено 100 тысяч рублей. По замыслу архитектора здание было «Г» — образное в плане, длиной 45 м, шириной 31 м, высотой 12 м выполнено в романтико-эклектическом духе с совмещением различных архитектурных стилей: «пышного» барокко и несколько замковых стилей ХVI — XVII вв. Интерьеры парадных помещений усадебного дома отличаются богатством отделки: лепнина на стенах и плафонов потолков. Оригинальные филенчатые двери, фигурные инкрустированные паркеты, дорогие сорта дерева (бук, граб) в филенках дверей, в перилах и ступенях лестниц. Кафельные камины в апартаментах дворца отделаны кузнечным литьем и ажурной лепниной.

## Современное состояние
- «Ансамбль загородной помещичьей усадьбы В. П. Крылова» включён в список выявленных объектов культурного наследия (памятников истории и культуры) Ульяновской области Распоряжением Главы администрации Ульяновской области от 29.07.1999 г. № 959-р[3], а постановлением Правительства Ульяновской области «О включении выявленных объектов культурного наследия в единый государственный реестр объектов культурного наследия (памятников истории и культуры) народов Российской Федерации» № 253-П от 25.06.2014 года[2].
- Планировка усадьбы сохранилась фрагментарно, большинство служебных построек уничтожено, парк большей частью утрачен. В наилучшей сохранности находятся постройки, прилегающие к барскому дому и обнесённые старой оградой[3].
- В настоящее время в здании усадьбы В. П. Крылова располагается Кезьминская средняя школа Сурского района[4].